# Terri Schiavo
Theresa Marie Schiavo (de soltera, Schindler; 3 de diciembre de 1963-31 de marzo de 2005), más conocida como Terri Schiavo, fue una mujer estadounidense que abrió un acalorado debate sobre temas como la eutanasia, la bioética, la tutela legal, el federalismo, y los derechos civiles en su país.
El 25 de febrero de 1990, un ataque cardíaco —provocado probablemente por una bulimia grave y una falta de proteína en la dieta— le provocó daños cerebrales gravísimos que la dejaron en estado vegetativo, manteniéndose con vida gracias a una conexión a una máquina que le suministraba alimentación intravenosa.
Luego de permanecer conectada durante quince años a dicho aparato, cumpliendo una orden judicial, y tras una fuerte discusión sobre valores fundamentales que traspasó fronteras, murió en el hospital Florida Suncoast, ubicado en el estado de Florida, a causa de inanición.
Theresa Marie Schindler (su nombre original, en memoria de Santa Teresa de Ávila), hija de Robert y Mary Schindler, pasó su juventud en la zona de Huntingdon Valley, ubicado en Lower Moreland Township, Pensilvania. Tenía especial interés en los animales, teniendo de mascotas a hámsteres y algunas aves domésticas. Al ingresar a la escuela secundaria, sufrió un excesivo aumento de peso, llegando a los 114 kilos. Sin embargo, logró rebajarlos enlistándose en un programa para combatir la obesidad, lo cual le provocó un grave desorden alimenticio.
Un año después de egresar, en 1982, conoce al que sería su marido, Michael Schiavo, en una clase de sociología del Bucks County Community College, en Newtown. Luego de salir por cinco meses, adquirieron el compromiso de casarse, lo que concretaron el 10 de noviembre de 1984. Dos años después, ella se mudó a St. Petersburg, Florida, trasladándose también sus padres tres meses más tarde.
Tras pasar 15 años en estado vegetativo por un ataque al corazón a causa de una súbita bajada de potasio en su organismo —causada, aparentemente, por la estricta dieta que seguía en su afán de adelgazar—, fue desconectada por sus médicos de la máquina que la mantenía con vida y murió el 31 de marzo de 2005.

## Primeras señales
Schiavo comenzó a trabajar como agente de seguros, y su marido como administrador de un restaurante. Tanto los amigos y compañeros de trabajo de Terri comenzaron a extrañarse de algunos de sus comportamientos, como el hecho de que siempre después de cada comida ella se excusara para ir al baño. A pesar de que su marido era consciente de esta situación, nunca sospechó el real peligro que involucraba para la salud de su cónyuge.
Ya en 1989, los Schiavo comenzaron a visitar a un ginecólogo para solicitarle que iniciara un tratamiento para concebir hijos. Sin embargo, el peso de Terri había caído a solo 49 kilos, y su ciclo menstrual se había detenido. Inexplicablemente, el doctor no solicitó la realización de exámenes ni la historia médica de la paciente, que habrían revelado de inmediato los problemas de alimentación.

## Desencadenamiento de la crisis
El 25 de febrero de 1990, a las 5:30 de la mañana, Schiavo se desmaya en un pasillo de su apartamento. Su marido se despierta alarmado, e inmediatamente llama a los servicios de urgencia y a la familia de su esposa. Terri había sufrido un infarto cardíaco, y mientras esperaba la llegada de atención médica, su cerebro sufrió una fuerte pérdida de oxígeno. A pesar de los esfuerzos realizados para reanimarla, estos fueron totalmente infructuosos, ya que había entrado en un estado de coma.
Para mantenerla con vida, la mujer fue conectada a un ventilador mecánico, se le practicó una traqueotomía y una gastrostomía percutánea (PEG), la que mediante una bomba la mantendría nutrida e hidratada. Dos meses y medio después, Schiavo salió del coma en el hospital Humana Northside; pero quedó en estado vegetativo, sin signo alguno de funciones corticales mayores.

## Apariciones en la cultura popular
El caso es parodiado en el capítulo Peter-assment de Padre de Familia, hecho que provocó críticas por parte de la familia.
El caso es parodiado nuevamente en el capítulo Bffs de South Park, en el cual el personaje Kenny McCormick se debate entre la vida y la muerte en un estado vegetativo, se mantenía vivo por un tubo de alimentación mientras afuera de la clínica hay un debate político que decide entre su vida o su muerte, sabiéndose al final del capítulo que la última voluntad de Kenny es que "si algún día quedara en estado vegetativo, por favor, por lo que más quieran, no lo mostraran así en televisión nacional".[cita requerida]
En el 7.º capítulo de la tercera temporada de Doctor House es mencionada por el protagonista principal antes de intentar despertar a un paciente en estado vegetativo.
En México, el programa de televisión Mujer, Casos De La Vida Real recreó su caso en forma de capítulo para el programa. El episodio fue titulado «Triste Muerte».
En 2012, se estrenó la obra teatral Terri y el Papa de Pablo Perel, que muestra un imaginario encuentro entre Terri Schiavo y el papa Juan Pablo II tras morir casi al mismo tiempo y en circunstancias que muestran evidentes paralelismos respecto al derecho a la vida y otros temas. También se publicó como libro Terri y el Papa de Pablo Perel en 4 idiomas: español, inglés, italiano y portugués.